# Questa terra è mia
Questa terra è mia  (This Land Is Mine) è un film del 1943 diretto da Jean Renoir.
Si tratta del secondo film, dopo La palude della morte, girato in America dal regista francese Jean Renoir.

## Trama
Seconda guerra mondiale, in un paese occupato dai nazisti.
In un villaggio, un maestro elementare, Albert Lory, vive con sua madre, nonostante la sua età matura. È un uomo rispettoso e sottomesso alle autorità scolastiche e militari. È segretamente innamorato della sua collega, Louise Martin, fidanzata con un collaborazionista, Georges Lambert, ingegnere delle ferrovie, e sorella di Paul, un partigiano.
Un attentato viene commesso contro il maggiore tedesco Von Keller, comandante della postazione militare. Albert è arrestato come ostaggio. Sua madre sospetta che sia Paul l'autore dell'attentato e, per salvare suo figlio, si confida con Georges, che lo denuncia alla polizia tedesca. Paul è ucciso dai soldati. Albert viene liberato e Louise pensa che sia stato lui a tradire suo fratello.
Albert è informato dalla madre su quanto è successo e cerca una spiegazione da Georges ma costui si è suicidato per non cedere alle pressioni di Von Keller che lo vuole costringere a rivelare i nomi di altri giovani appartenenti alla Resistenza. Albert viene accusato della morte di Georges.
C'è un processo. Albert abbandona il suo atteggiamento pauroso: si discolpa, denuncia i collaborazionisti, esalta la resistenza, rivela pubblicamente il suo amore per Louise. La giuria lo assolve. Ritorna alla sua classe: legge ai suoi alunni la Dichiarazione dei diritti dell'uomo e del cittadino. La Gestapo lo arresta per fucilarlo. Saluta Louise con un bacio appassionato e lei prosegue la lettura con gli studenti.

## Produzione
Il film fu prodotto per la RKO. Renoir aveva sciolto, di comune accordo con il produttore Zanuck, il contratto con la Fox per la quale avrebbe dovuto girare un secondo film. La nuova casa di produzione gli promise una maggiore libertà d'azione.

### Sceneggiatura
La sceneggiatura fu scritta da Jean Renoir in collaborazione, per la seconda volta, con Dudley Nichols.

### Soggetto
Renoir ha dichiarato che ebbe l'idea per questo film dalla lettura che Charles Laughton gli fece del racconto di Alphonse Daudet, intitolato La dernière classe.

### Cast
Nel film emerge la presenza di Charles Laughton, il quale a detta dello stesso Renoir "...interpreta magnificamente il ruolo del maestro di scuola", un uomo timido, pauroso, che ama le sue comodità, che rispetta le autorità, ma che alla fine sa trovare il coraggio per ribellarsi e si sacrifica, riscattandosi dal sospetto di viltà.  

### Riprese
Il film, a differenza di La palude della morte, fu girato tutto in interni, negli studi della RKO, nell'autunno del 1942, a tempi di record (Renoir).

## Distribuzione

### Accoglienza
Nelle sale americane il film era andato bene.
In Francia arrivò a guerra finita, nel luglio del 1946. Era il primo film statunitense che arrivava in Francia e fu «...il più disprezzato tra i film americani di Renoir», come lo definisce Truffaut, e come lo stesso Renoir racconta:«...sono stato inondato di innumerevoli lettere di ingiurie provenienti dalla Francia e vilipeso dalla stampa parigina. Sono stato, per una volta, sinceramente addolorato di non essere stato compreso»

### Critica
Maurice Bardèche (saggista, giornalista e critico d'arte neofascista):
«...con i difetti inevitabili che sono i difetti tipici di un "assente", Renoir aveva cercato di comprendere la situazione di un paese occupato; il suo è il film di un uomo intelligente che si arena su dati che non si possono immaginare a distanza, ma, considerando i pro e i contro, ci sono sicuramente meno sciocchezze e meno bassezze nel suo film che in quelli che furono realizzati in seguito in Francia su temi simili».

## Riconoscimenti
- Premi Oscar 1944
  - Oscar al miglior sonoro a Stephen Dunn